# Jan van Châtillon
Jan van Châtillon bijgenaamd de Adelaar (circa 1395 - 1454) was van 1433 tot aan zijn dood graaf van Penthièvre en van 1437 tot aan zijn dood graaf van Périgord. Hij behoorde tot het huis Châtillon.

## Levensloop
Jan was de tweede zoon van Jan I van Châtillon, graaf van Penthièvre, en Marguerite van Clisson, dochter van de Bretonse edelman Olivier V de Clisson.
In 1433 werd hij na de dood van zijn oudere broer Olivier graaf van Penthièvre en burggraaf van Limoges. In 1437 kwam Jan eveneens in het bezit van het graafschap Périgord, nadat hij dit graafschap had overgekocht van graaf Jan van Angoulême.
Hij was gehuwd met Marguerite de Chauvigny, maar dit huwelijk bleef kinderloos. In 1454 stierf Jan van Châtillon. Zijn jongere broer Willem erfde het graafschap Périgord en het burggraafschap Limoges, terwijl Penthièvre naar zijn nicht Nicole en haar echtgenoot Jan II van Brosse ging.